# Старое Село (Сафоновский район)
 Ста́рое Село́ — деревня в Смоленской области России, в Сафоновском районе. Расположена в центральной части области в 41 км к северо-востоку от Сафонова, в 14 км к северу от автомагистрали М1 «Беларусь», на берегу реки Вязьма. Административный центр Старосельского сельского поселения.

## Достопримечательности
- Скульптура на братской могиле 328 воинов Советской Армии, погибших в 1941—1943 гг.
- Церковь Вознесения, 1820 г.